# بهار دهکردی
بهار دهکردی (زادهٔ ۱۹ نوامبر ۱۹۹۰) با نام هنری بهار آتیش رپر، بازیگر تئاتر و فعال حقوق زنان اهل ایران است. بهار یکی از زنان بازداشتی فعال در زمینه رپ فارسی بود.

## زندگی
بهار در تاریخ ۱۹ نوامبر ۱۹۹۰ در تهران متولد شد. او یکی از دو دختر پرویز دهکردی است و دختر بزرگ‌تر خانواده به‌شمار می‌رود. بهار خیلی زود و در سنین نوجوانی وارد زمینه رپ فارس شد. او با استفاده از موسیقی خود به وضعیت سیاسی و اجتماعی ناشی از نظام جمهوری اسلامی اعتراض خود را بیان می‌کرد و همین دلیلی شد بر آن که در سن پانزده سالگی دستگیر شود. او به شدت طرفدار برابری جنسیتی و حقوق زنان است و این موضوعات را در آهنگ‌های خود نیز بازتاب می‌دهد. پدر بهار نیز یکی از قربانیان سیاست‌های جمهوری اسلامی بوده است و بهار دربارهٔ تأثیر پدرش در فعالیت‌هایش می‌گوید:
من که در کنار پدر آزادگی و اعتراض‌کردن به ظلم را آموخته بودم. نام مستعار خود را آتیش گذارده بودم چون عزم کرده بودم با موسیقی حاکمانی را به آتش بکشم که جوانی و زندگی پدرم را نابود کرده بودند.
در مجموع فعالیت‌های او در زمینه موسیقی تاکنون باعث آن شده است که او دوبار روانه بازداشتگاه شود. خواندن آهنگ‌های غیرمجاز در ایران منجر به آن شد که بهار در سن ۱۵ سالگی در سال ۱۳۸۴ توسط نیروهای نظام جمهوری اسلامی ایران بازداشت شود؛ در آن زمان بهار دختری محسوب می‌شد که به خاطر خواندن رپ به بازداشتگاه می‌رفت. اولین آهنگ رسمی او در سال ۱۳۸۶ منتشر شد که در ادامه بار دیگر منجر به دستگیری او شد. فعالیت در زمینه موسیقی برای او به دلیل حکم تعلیقی و آزادی با قرار وثیقه مدتی با سکوت همراه شد. با این حال او پس از بازداشت شدن همچنان به فعالیت هنری خود در زمینه‌های دیگر ادامه داد و در رشته تئاتر در دانشکدهٔ هنرِ دانشگاهِ آزاد اسلامیِ تهران مرکزی تحصیل کرد. فعالیت‌ها و خواندن آهنگ‌های اعتراضی بهار در ایران با وجود فشارها ادامه داشت و سرانجام در سال ۱۴۰۱ در پی بازخوانی آهنگ «از جنس پاییز» که در حمایت از جنبش زن، زندگی، آزادی خوانده شده بود، بهار مجبور به ترک ایران شد. او پس از ترک ایران به ترکیه و سپس به کانادا مهاجرت کرد و هم‌اکنون ساکن کانادا است.

## فعالیت در موسیقی
بهار آتیش در سبک‌های مختلفی چون رپ، هیپ هاپ اولد اسکول وآراَندبی فعالیت می‌کند. او جزو اولین زنان شرکت کننده در کنسرت‌های زیرزمینی در ایران بود که از سال ۲۰۰۷ این فعالیت را آغاز کرد. آهنگ «امشب شب ماست» جزو اولین آهنگ‌هایی بود که بهار در ۱۹ اکتبر ۲۰۰۹ به صورت رسمی منتشر کرد. مضمون آهنگ‌های او بیشتر به حقوق زنان، آزادی در ایران و موضوعات سیاسی و اجتماعی می‌پردازد. بهار آتیش در آهنگ‌هایی مانند «خام» و «نجیب» به لزوم برابری جنسیتی پرداخته است. از دیگر آهنگ‌های برجسته او می‌توان به «از جنس پاییز»، «طلوع» و «شکاف» اشاره کرد. در آهنگ «شکاف» که دربارهٔ شکاف اجتماعی موجود در ایران است، از سبک ترپ استفاده شده است. بهار تا کنون دو آلبوم کوتا نیز منتشر کرده است که آهنگ‌های «زهرِ عقرب» و «خدا بانو» از آهنگ‌های موفق این دو آلبوم بوده‌اند. او همچنین موزیک اتنیک اعتراضی نه به اعدام را منتشر کرد. بهار در آهنگ «فریاد آزادی» و «رادیکال» با خوانندگان دیگری چون جاستینا همکاری داشته است. او همچنین در آهنگ‌های «چطور میشه» و «انقلاب صلح» با خوانندگانی چون رضا پیشرو، امیر تتلو، اردلان طعمه و پوتک همکاری کرده است.

### تک آهنگ‌ها[۱۵]
| #  | نام               | اجرا                                | مدت   |
| -- | ----------------- | ----------------------------------- | ----- |
| ۱  | از جنس پائیز      | بهار آتیش                           | ۲:۲۶  |
| ۲  | فقط تو میای       | بهار آتیش                           | ۲:۴۱  |
| ۳  | انقلاب صلح        | بهار آتیش، تتلو، رضا پیشرو، پوتک    | ۴:۴۸  |
| ۴  | طلوع              | بهار آتیش                           | ۲:۳۹  |
| ۵  | تکثیر             | بهار آتیش                           | ۳:۲۲  |
| ۶  | فریاد آزادی       | بهار آتیش، جاستینا، سوکی، ام‌سی‌ام و… | ۴:۱۶  |
| ۷  | شکاف              | بهار آتیش                           | ۲:۴۸  |
| ۸  | فریاد ما          | رضا پیشرو، بهار آتیش، تتلو          | ۲:۵۲  |
| ۹  | قدرت دست ماست     | بهار آتیش، رضا پیشرو                | ۲:۲۴  |
| ۱۰ | چطور میشه؟        | تتلو، بهار آتیش، رضا پیشرو، طعمه    | ۱۰:۰۰ |
| ۱۱ | امشب شب ماست      | بهار آتیش، بیگ‌بوی                   | ۴:۰۲  |
| ۱۲ | عبور آهسته (پاپ)  | بهار آتیش                           | ۴:۱۰  |
| ۱۳ | جای تو خالی (پاپ) | بهار آتیش                           | ۴:۱۶  |
| ۱۴ | ناسازگاری (پاپ)   | بهار آتیش                           | ۴:۲۹  |
| ۱۵ | لعنت (پاپ)        | بهار آتیش                           | ۵:۴۷  |
| ۱۶ | آتیش بازی         | بهار آتیش، ۰۹۱۲                     | ۲:۴۳  |
| ۱۷ | پای حرفم هستم     | بهار آتیش، رضا پیشرو                | ۱:۵۰  |
| ۱۸ | لیلیث             | بهار آتیش                           | ۳:۴۱  |

### آلبوم‌ها[۱۵]
زهر عقرب (۱):
| # | نام          | اجرا      | مدت  |
| - | ------------ | --------- | ---- |
| ۱ | اینترو       | بهار آتیش | ۲:۱۶ |
| ۲ | خام          | بهار آتیش | ۱:۴۸ |
| ۳ | مرگ یا آزادی | بهار آتیش | ۳:۳۸ |
| ۴ | نجیب         | بهار آتیش | ۲:۴۳ |
| ۵ | پایان باز    | بهار آتیش | ۲:۳۲ |

زهر عقرب (۲):
| # | نام      | اجرا      | مدت  |
| - | -------- | --------- | ---- |
| ۱ | شوک      | بهار آتیش | ۳:۲۶ |
| ۲ | رویا     | بهار آتیش | ۳:۴۱ |
| ۳ | خدا بانو | بهار آتیش | ۳:۱۰ |
| ۴ | زهر عقرب | بهار آتیش | ۳:۲۶ |

## فعالیت در سینما
بهار که در رشته تئاتر تحصیل کرده بود، برای دریافت مدرک خود مدتی را از حوزه موسیقی زیرزمینی فاصله گرفت و فعالیت خود در سینما را با نقش آفرینی در صحنه تئاتر و فیلم‌های کوتاه دنبال کرد. او در برنامه «هوره» به عنوان دستیار کارگردان و مجری نقش آفرینی کرد. این برنامه در ارتباط با مصاحبه بدون سانسور با خوانندگان موسیقی ایران است. دهکردی در طی این مدت در نمایش‌های متعددی در تئاتر نیز بازی کرد. او در نمایش «آقا ذبیح» به نویسندگی مهدی ملکی نقش آفرینی کرد. در آن نمایش از نظر هیئت داوران نخستین جشنواره نمایشنامه‌خوانی، جایزه ویژه به بازیگران نمایش اهدا شد. از دیگر نمایش‌هایی که او در آن‌ها نقش آفرینی کرد می‌توان به نمایش «تنها راه ممکن» و «اجسام از آنچه در آینه می‌بینید به شما نزدیکترند» اشاره کرد. او همچنین در نمایش «آوای آب» به کارگردانی آتیه جاوید نیز همکاری داشته است.
نمایشنامه «رمالی» به نویسندگی بهداد زندیه وکیلی و کارگردانی بهار دهکردی یکی از نمایشنامه‌های برگزیدهٔ راه یافته به چهارمین جشنواره تئاتر شهر در سال ۱۳۹۴ بود. او پس از مدتی فعالیت در زمینه سینما، بار دیگر در اواخر دهه ۹۰ فعالیت‌های خود در موسیقی را از سر گرفت.